# Copa Constitució 2022
La Copa Constitució 2022 fue la 30.ª edición de la Copa Constitució. El torneo comenzó el 16 de enero y finalizó el 29 de mayo de 2022.
El equipo campeón garantizó un cupo en la primera ronda clasificatoria de la Liga Europa Conferencia de la UEFA 2022-23.
Atlètic Club d'Escaldes obtuvo su primer título de copa tras vencer al Extremenya por 4-1.

## Participantes
| Equipos de primera división | Equipos de segunda división |
| --------------------------- | --------------------------- |
| Inter Club d'Escaldes       | Encamp                      |
| Sant Julià                  | La Massana                  |
| Engordany                   | Atlètic Amèrica             |
| FC Santa Coloma             | Penya Encarnada             |
| UE Santa Coloma             | Ranger's                    |
| Carroi                      | Extremenya                  |
| Atlètic Club d'Escaldes     |                             |
| Ordino                      |                             |

## Formato
La Copa Constitució 2022 fue disputada por catorce clubes.
| Ronda            | Fecha(s)       | Número de partidos | Equipos |
| ---------------- | -------------- | ------------------ | ------- |
| Primera ronda    | 16 de enero    | 6                  | 12 → 6  |
| Cuartos de final | 23 de enero    | 4                  | 8 → 4   |
| Semifinales      | 6 y 7 de abril | 2                  | 4 → 2   |
| Final            | 29 de mayo     | 1                  | 2 → 1   |

## Primera ronda
Doce clubes compitieron en la primera ronda. Los partidos se jugaron el 16 de enero de 2022.
| Local                     | Resultado | Visitante           | Fecha       | Hora  | Estadio                          |
| ------------------------- | --------- | ------------------- | ----------- | ----- | -------------------------------- |
| Inter Club d'Escaldes (1) | 3 − 0     | Sant Julià (1)      | 16 de enero | 11:00 | CE La Massana                    |
| Ranger's (2)              | 0 − 5     | Engordany (1)       | 16 de enero | 11:00 | Centre d'Entrenament de la FAF 1 |
| UE Santa Coloma (1)       | 6 − 2     | Encamp (2)          | 16 de enero | 15:00 | CE La Massana                    |
| Ordino (1)                | 0 − 2     | FC Santa Coloma (1) | 16 de enero | 15:00 | Centre d'Entrenament de la FAF 1 |
| Atlètic Amèrica (2)       | 0 − 2     | Penya Encarnada (2) | 16 de enero | 19:00 | Centre d'Entrenament de la FAF 1 |
| Carroi (1)                | 2 − 1     | La Massana (2)      | 16 de enero | 19:00 | CE La Massana                    |

## Cuartos de final
| Local                       | Resultado    | Visitante           | Fecha       | Hora  | Estadio                          |
| --------------------------- | ------------ | ------------------- | ----------- | ----- | -------------------------------- |
| Atlètic Club d'Escaldes (1) | 2 − 0        | UE Santa Coloma (1) | 23 de enero | 12:00 | Centre d'Entrenament de la FAF 1 |
| Extremenya (2)              | 1 − 0        | Carroi (1)          | 23 de enero | 12:00 | CE La Massana                    |
| Inter Club d'Escaldes (1)   | 1 − 0 (t.s.) | FC Santa Coloma (1) | 23 de enero | 16:00 | Centre d'Entrenament de la FAF 1 |
| Penya Encarnada (2)         | 0 − 3 (t.s.) | Engordany (1)       | 23 de enero | 16:00 | CE La Massana                    |

## Semifinales
| Local                       | Resultado        | Visitante                 | Fecha      | Hora  | Estadio                          |
| --------------------------- | ---------------- | ------------------------- | ---------- | ----- | -------------------------------- |
| Engordany (1)               | 1 − 1 (pen. 2-4) | Extremenya (2)            | 6 de abril | 20:45 | Centre d'Entrenament de la FAF 1 |
| Atlètic Club d'Escaldes (1) | 2 − 2 (pen. 4-2) | Inter Club d'Escaldes (1) | 7 de abril | 20:45 | Centre d'Entrenament de la FAF 1 |

## Final
| 29 de mayo, 17:00 | Atlètic Club d'Escaldes                                                           | 4:1 (1:1) | Extremenya     | Estadio Nacional, Andorra la Vieja |                         |
|                   | Aarón Sánchez 31' · Iván Garrido 61' · Luigi San Nicolás 64' · Adri Rodrígues 90' | Reporte   | Marc Joval 14' | Árbitro(s): Rui Queirós            | Árbitro(s): Rui Queirós |

| Campeón: Atlètic Club d'Escaldes 1º título |

## Goleadores
| Pos. | Jugador         | Club                    | Goles |
| ---- | --------------- | ----------------------- | ----- |
| 1    | Faysal Choaib   | UE Santa Coloma         | 3     |
|      | Genís Soldevila | Inter Club d'Escaldes   | 3     |
| 3    | Iván Garrido    | Atlètic Club d'Escaldes | 2     |
|      | Marc Joval      | Extremenya              | 2     |
|      | Nassim Lankar   | Engordany               | 2     |
|      | Gerard Artigas  | Inter Club d'Escaldes   | 2     |